# Modrica
Modrica ili masnica, poznata i kao ekhimoza ili kontuzija, vrsta je hematome tkiva, čiji su najčešći uzrok oštećenja kapilara traumom, što izaziva lokalizovano krvarenje koje ekstravazira u okolna intersticijska tkiva. Većina modrica nije jako duboko ispod kože, tako da krvarenje izaziva vidljivu promenu boje. Modrica zatim ostaje vidljiva sve dok krv ne apsorbuje tkivo ili se ne očisti dejstvom imunskog sistema. Modrice, koje ne poblede pod pritiskom, mogu uključivati kapilare na nivou kože, potkožnog tkiva, mišića ili kostiju. Modrice se ne trebaju poistovećivati sa drugim lezijama sličnog izgleda. Ove lezije uključuju petehije (<3 mm rezultat mnogih i različitih etiologija, kao što su neželjene reakcije lekova kao što je varfarin, naprezanje, asfiksija, poremećaji trombocita i bolesti poput citomegalovirusa), purpura (3 mm do 1 cm, klasifikovana kao palpabilna purpura ili nepalpabilna purpura i ukazuje na različita patološka stanja, kao što je trombocitopenija). Izraz ekhimoza (definisan kao površina od >1 cm) je sinoniman.
Kao vrsta hematoma, modrica je uvek izazvana unutrašnjim krvarenjem u intersticijska tkiva koje se ne probijaju kroz kožu, a obično iniciranim tupom traumom, koja oštećuje fizičkim silama kompresije i usporavanja. Trauma dovoljna da izazove modrice može se javiti u širokom rasponu situacija, uključujući nesreće, padove i operacije. Stanja bolesti poput nedovoljnog ili nepravilnog funkcionisanja trombocita, drugih nedostataka koagulacije ili vaskularnih poremećaja, poput venske blokade povezane sa teškim alergijama mogu dovesti do stvaranja purpura, što ne treba mešati sa modricama/kontuzijama uzrokovanim traumom. Ako je trauma dovoljna da podere kožu i omogući krvi da pobegne iz međuprostornih tkiva, povreda nije modrica, već krvarenje, što je različita vrsta hemoragije. Takve povrede mogu biti praćene modricama drugde.

## Znaci i simptomi
Modrice često izazivaju bol odmah nakon traume koja rezultira njihovim nastankom, ali male modrice obično nisu opasne same po sebi. Ponekad modrice mogu biti ozbiljne, što dovodi do drugih opasnijih po život oblika hematoma, poput onih povezanih sa ozbiljnim povredama, uključujući prelome i jača unutrašnja krvarenja. Verovatnoća i težina modrica zavisi od mnogih faktora, uključujući tip i zdravstveno stanje pogođenih tkiva. Manje modrice mogu se lako prepoznati kod ljudi sa svetlom bojom kože po karakterističnom plavom ili ljubičastom izgledu (idiomatski opisano kao „crno i plavo”) u danima nakon povrede.
Hematomi se mogu podeliti po veličini. Po definiciji, ekhimoze su veličine 1 centimetra ili veće i stoga su veće od petehija (prečnika manjeg od 3 milimetra) ili purpura (prečnika od 3 do 10 milimetara). Ekhimoze takođe imaju difuzniju granicu od ostalih purpura. Šira definicija ekhimoze je bekstvo krvi u tkiva iz puknutih krvnih sudova. Izraz se takođe odnosi na potkožnu promenu boje koja je posledica prodiranja krvi u povređeno tkivo.
Boje modrice variraju od crvene, plave ili gotovo crne, u zavisnosti od ozbiljnosti razbijenih kapilara ili krvnih sudova unutar mesta modrice. Polomljene venule ili arteriole često rezultiraju dubokom plavom ili tamnocrvenom modricom. Modrice tamnije boje mogu biti rezultat jačeg krvarenja iz krvnih sudova.

## Uzroci
Postoji mnogo uzroka potkožnih hematoma, uključujući ekhimoze. Koagulopatije kao što je hemofilija A mogu izazvati formiranje ekhimoze kod dece. Lek betametazon može imati neželjeni efekat izazivanja ekhimoze.
Prisustvo modrica se može videti kod pacijenata sa poremećajima trombocita ili koagulacije, ili kod onih koji se leče antikoagulansima. Neobjašnjive modrice mogu biti znak upozorenja na zlostavljanje dece, nasilje u porodici ili ozbiljne zdravstvene probleme kao što su leukemija ili meningokokna infekcija. Neobjašnjive modrice takođe mogu ukazivati na unutrašnje krvarenje ili određene vrste raka. Dugotrajna terapija glukokortikoidima može izazvati lake modrice. Prisutne modrice oko pupka sa jakim bolom u stomaku ukazuju na akutni pankreatitis. Poremećaji vezivnog tkiva kao što je Elers-Danlos sindrom mogu izazvati relativno lake ili spontane modrice u zavisnosti od težine. Spontane modrice ili modrice sa minimalnom traumom u odsustvu drugih objašnjenja i zajedno sa drugim manjim ili većim kriterijumima koji ukazuju na vaskularni Elers-Danlos sindrom (vEDS) sugerišu genetsko testiranje za ovo stanje.

## Literatura
- Simon, Leslie V.; Lopez, Richard A.; King, Kevin C. (2020). „Blunt Force Trauma”. StatPearls. StatPearls Publishing. PMID 29262209. Приступљено 1. 1. 2021.
- Cimino-Fiallos, Nicole (28. 5. 2020). „Hard Hits: Blunt Force Trauma”. login.medscape.com. Medscape. Архивирано из оригинала 2017-09-24. г. Приступљено 1. 1. 2021.
- Shkrum, Michael J.; Ramsay, David A. (6. 11. 2007). „8. Blunt trauma: with reference to planes, trains and automobiles”. Forensic Pathology of Trauma (на језику: енглески). Springer Science & Business Media. стр. 406. ISBN 978-1-58829-458-6.
- Isenhour JL, Marx J (август 2007). „Advances in abdominal trauma”. Emergency Medicine Clinics of North America. 25 (3): 713—733, ix. PMID 17826214. doi:10.1016/j.emc.2007.06.002.
- „Assessment of abdominal trauma – Differential diagnosis of symptoms | BMJ Best Practice”. bestpractice.bmj.com (на језику: енглески). 14. 8. 2018. Приступљено 1. 1. 2021.
- Bansal V, Conroy C, Tominaga GT, Coimbra R (децембар 2009). „The utility of seat belt signs to predict intra-abdominal injury following motor vehicle crashes”. Traffic Injury Prevention. 10 (6): 567—572. PMID 19916127. S2CID 9040242. doi:10.1080/15389580903191450.
- Fitzgerald JE, Larvin M (2009). „Chapter 15: Management of Abdominal Trauma”.  Ур.: Baker Q, Aldoori M. Clinical Surgery: A Practical Guide. CRC Press. стр. 192—204. ISBN 978-1-4441-0962-7.
- Mukhopadhyay M (октобар 2009). „Intestinal Injury from Blunt Abdominal Trauma: A Study of 47 Cases”. Oman Med J. 24 (4): 256—259. PMC 3243872 . PMID 22216378. doi:10.5001/omj.2009.52.
- Advanced Trauma Life Support Student Course Manual (PDF) (9th изд.). American College of Surgeons. Архивирано из оригинала (PDF) 21. 12. 2018. г. Приступљено 17. 12. 2018.
- Mack L, Forbes TL, Harris KA (јануар 2002). „Acute aortic thrombosis following incorrect application of the Heimlich maneuver”. Ann Vasc Surg. 16 (1): 130—133. PMID 11904818. S2CID 46698020. doi:10.1007/s10016-001-0147-z.
- O'Connor TE, Skinner LJ, Kiely P, Fenton JE (август 2011). „Return to contact sports following infectious mononucleosis: the role of serial ultrasonography”. Ear Nose Throat J. 90 (8): E21—24. PMID 21853428. S2CID 7530057. doi:10.1177/014556131109000819 .
- Brophy RH, Gamradt SC, Barnes RP, Powell JW, DelPizzo JJ, Rodeo SA, Warren RF (јануар 2008). „Kidney injuries in professional American football: implications for management of an athlete with 1 functioning kidney”. The American Journal of Sports Medicine. 36 (1): 85—90. PMID 17986635. S2CID 25602860. doi:10.1177/0363546507308940.
- Blyth A (март 2014). „Thoracic trauma”. BMJ. 348: g1137. PMID 24609501. S2CID 44608099. doi:10.1136/bmj.g1137.
- Falter, Florian; Nair, Sukumaran (2012). Intercostal Chest Drain Insertion. Bedside Procedures in the ICU. Springer, London. стр. 105—111. ISBN 9781447122586. doi:10.1007/978-1-4471-2259-3_10.
- Maisch B, Ristić AD, Seferović PM, Tsang TS (2011). Interventional Pericardiology. Berlin: Springer. ISBN 978-3-642-11334-5. OCLC 1036224056. doi:10.1007/978-3-642-11335-2.
- Bhargava M, Wazni OM, Saliba WI (март 2016). „Interventional Pericardiology”. Current Cardiology Reports. 18 (3): 31. PMID 26908116. S2CID 27688193. doi:10.1007/s11886-016-0698-9.
- Platz JJ, Fabricant L, Norotsky M (август 2017). „Thoracic Trauma: Injuries, Evaluation, and Treatment”. The Surgical Clinics of North America. 97 (4): 783—799. PMID 28728716. doi:10.1016/j.suc.2017.03.004.
- Haydel, Micelle; Scott, Dulebohn (2021). „Blunt Head Trauma”. StatPearls. PubMed. PMID 28613521. Приступљено 11. 12. 2018.
- Nickson, Chris. „Traumatic Brain Injury”. Life in the Fast Lane. Приступљено 13. 12. 2018.